# Giovanni Ongaro
Giovanni Ongaro (Gandino, 20 ottobre 1958) è un politico italiano.
Militante della prima ora della Lega Lombarda, partito a cui aderisce nel 1987, viene candidato alle elezioni politiche del 1992, in seguito alle quali viene eletto alla Camera dei Deputati con 4800 preferenze. Alle successive consultazioni del 1994 viene nuovamente eletto.
Al termine della XII legislatura ritorna a svolgere la propria professione di imprenditore presso Gandino, in provincia di Bergamo, mantenendo incarichi all'interno del partito.
Lascia la Lega Nord per dissidi nel 2011 fondando, insieme a Giulio Arrighini e ad altri fuoriusciti in dissenso con la linea del partito, il movimento Unione Padana con l'obiettivo di ritornare alle origini autentiche dell'autonomismo leghista.